# 1979 Sakharov
1979 Sakharov (2006 P-L) là một tiểu hành tinh vành đai chính được phát hiện ngày 24 tháng 9 năm 1960 bởi Cornelis Johannes van Houten, Ingrid van Houten-Groeneveld và Tom Gehrels ở Đài thiên văn Palomar.
It is named in honour of a distinguished Russian physicist Andrei Sakharov.